# Disprassia
La disprassia (dal greco πράσσω (prásso) = "fare", quindi dis-prassia = "incapacità di fare qualcosa") può essere definita come l'incapacità o la ridotta capacità di pianificare e organizzare delle azioni intenzionali, finalizzate al raggiungimento di uno scopo specifico; un deficit dei movimenti volontari caratterizzato dall'assenza di altri deficit cognitivi e sensoriali evidenti.

## Caratteristiche
Le origini della disprassia, attualmente considerata come un disturbo specifico attinente alla sfera dello sviluppo neurobiologico, vengono ricondotte a un rallentamento nell'organizzazione e nella proliferazione delle reti neurali o a una mancanza di collegamento tra le aree anteriori e posteriori del cervello e i fattori di rischio che predispongono a tale deficit includono: il parto pretermine o il peso ridotto del nascituro oppure una lieve sofferenza pre o perinatale durante la gravidanza o al momento del parto.
L'aspetto caratterizzante di questo tipo di deficit è l'alterazione delle sequenze motorie dal punto di vista spaziale e temporale che, generalmente associata a una ridotta capacità di rappresentare gli oggetti, l'intera azione o i suoi elementi costitutivi, rende l'attività motoria inefficace e scorretta, nonché stereotipata e povera di alternative.
Malgrado la pratica continuativa, infatti, le funzioni esecutive acquisite vengono utilizzate in una maniera convenzionale e la povertà di strategie, unita alla ridotta abilità di generalizzazione, rende difficoltosa l'acquisizione di nuovi compiti, il trasferimento di soluzioni già acquisite, la pianificazione delle attività e il controllo delle medesime, la previsione e la verifica dei risultati, nonché l'attivazione di eventuali correzioni.
La Teoria dei Sistemi (Thelen, Smith 1994) e la Teoria dell'Embodied Cognition (Thelen 1995; Iverson, Thelen 1999) inoltre, correlano lo sviluppo motorio allo sviluppo cognitivo e linguistico e, sottolineando lo stretto legame che esiste tra percezione, azione e cognizione, sostengono che lo sviluppo neuro-cognitivo inizi a partire dalla percezione del proprio corpo in relazione all'ambiente, contemporaneamente allo sviluppo delle funzioni motorie e alla capacità di riuscire a controllarle.
Le azioni, quindi, si realizzano attivando dei processi in parallelo che integrano movimento, percezione e cognizione e viste le profonde connessioni tra le funzioni esecutive (FE) e il sistema motorio, cognitivo ed emotivo, la disprassia è molto spesso associata a problemi del linguaggio, nonché di percezione ed elaborazione del pensiero.
Il linguaggio di un bambino disprattico, infatti, si presenta spesso semplificato nella struttura sintattico-grammaticale e alterato negli aspetti articolatori, la percezione risulta inadeguata nell'integrare le informazioni periferiche e nel correlarle con l'azione che si sta compiendo, mentre il pensiero appare infine inadatto nell'organizzazione dei vari contenuti.

## Il bambino disprassico
Le caratteristiche che identificano maggiormente un bambino disprassico includono:
- la goffaggine, caratterizzata da movimenti impacciati e maldestri, alterati nelle sequenze temporali e poco efficaci
- la scarsa agilità, caratterizzata dalle cadute frequenti, dalla tendenza a inciampare, dalla difficoltà nello svolgere delle attività sportive o nell'andare in bicicletta
- l'incapacità o la ridotta capacità di scrivere, di disegnare o di usare le forbici
- l'incapacità o la ridotta capacità di stare fermo e di organizzare dei giochi tranquilli che richiedono delle abilità di motricità fine e una coordinazione oculo-manuale
- la tendenza a distrarsi continuamente
- l'incapacità o la ridotta capacità di vestirsi e di compiere attività che rientrano nella normale routine quotidiana
- le posture inadeguate, che dipendono da una scarsa consapevolezza del proprio corpo e interferiscono, sia sul mantenimento dell'equilibrio, sia sulla coordinazione di azioni e movimenti
- la difficoltà di orientarsi nello spazio e di trovare il proprio posto in una situazione nuova
- la scarsa consapevolezza del tempo e del pericolo
- l'ipersensibilità al contatto fisico e nell'indossare gli abiti in maniera confortevole
- la difficoltà di organizzarsi e di eseguire delle attività, che richiedono delle sequenze specifiche
- la facile affaticabilità
- la lentezza di esecuzione

## Le principali tipologie di disprassia
Pur essendo un deficit solitamente generalizzato (disprassia generalizzata), la disprassia può presentarsi con delle forme diverse e quindi contemplare dei disturbi selettivi che possono investire una sola area o abilità, celando o nascondendo altri aspetti deficitari.
Nella pratica clinica infatti, possiamo distinguere: la disprassia delle abilità di vita quotidiana (AVQ) come il vestirsi o il mangiare autonomamente; la disprassia dello sguardo; la disprassia degli arti superiori; la disprassia del disegno; la disprassia della scrittura o disgrafia; la disprassia costruttiva e quella verbale.
La disprassia dello sguardo ad esempio, è caratterizzata: da un'incapacità di fissare l'interlocutore o da una fissazione di durata molto breve; da uno sguardo caotico e iperfisso; da una mancanza di scioltezza nei movimenti di inseguimento durante la lettura e dunque da una tendenza nel saltare da una riga all'altra, nell'omettere delle parole e infine da una difficoltà nello spostare lo sguardo dalla lavagna al foglio e viceversa e quindi nel copiare dalla lavagna.
Il deficit dei movimenti dello sguardo inoltre è spesso correlato con il deficit dell'attenzione per l'incapacità di mantenere la fissazione su un oggetto o di condividere lo sguardo con l'interlocutore, con il deficit della sequenzialità nelle prove di opposizione e separazione delle dita a cui si associano difficoltà manuali e con il deficit della lettura associato alle difficoltà oculo-motorie.
La disprassia della scrittura, invece, non sempre è correlata con la disprassia nel disegno e, visto che il disegno geometrico potrebbe risultare adeguato, i bambini disprattici con deficit di sequenzialità dovrebbero evitare l'utilizzo del corsivo, limitandosi all'utilizzo dello stampatello maiuscolo.
Al di là delle diverse difficoltà che presentano, ciò che accomuna i bambini disprattici è l'incapacità di adeguarsi alle richieste dell'ambiente e di compiere azioni ritenute elementari e la consapevolezza dei problemi che affrontano li porta a vivere gli insuccessi personali con un senso di impotenza, rabbia e frustrazione e a non mettersi in comunicazione con il mondo circostante.
Un bambino disprattico, infatti, osserva il comportamento degli altri bambini e inevitabilmente fa dei paragoni con sé stesso e malgrado vorrebbe giocare, integrarsi e comunicare, difficilmente riesce a farlo a causa delle difficoltà nell'organizzare i movimenti deputati alle azioni, ai disturbi del linguaggio e dell'espressione verbale e all'immaturità sul piano sociale.
La percezione della propria inadeguatezza inoltre, unita alle frequenti accuse di essere pigro o poco intelligente, incide sull'autostima del bambino disprattico alimentandone la tristezza e la tendenza a isolarsi; mentre la consapevolezza di non soddisfare le aspettative delle persone che ama e di non raggiungere degli obiettivi ritenuti semplici ed elementari genera una grande sofferenza e diminuisce la propensione a lavorare e impegnarsi.
Se sostenuti adeguatamente, invece, i bambini disprattici sono generalmente vivaci e curiosi, nonché propensi a imparare e a impegnarsi e a esprimere al meglio le loro potenzialità ed è quindi fondamentale individuare il deficit in maniera precoce, possibilmente non più tardi dei 3 anni di età, al fine di attivare un trattamento riabilitativo che incida positivamente sullo sviluppo futuro delle competenze comunicative, sociali e cognitive.

## Valutazione, diagnosi e trattamento
Gli strumenti attualmente disponibili per una corretta valutazione e diagnosi della disprassia includono: test motori come l'ABC-2 e l'APCM-2; test cognitivi; test o batterie per la valutazione delle FE; test per la valutazione dell'ambito linguistico.
È importante sottolineare che una diagnosi precisa e precoce rappresenta già di per sé un intervento terapeutico, poiché una diagnosi sbagliata o tardiva priva il bambino di una terapia mirata e di un corretto adeguamento del suo ambiente di vita.
Un contesto sociale e familiare adeguato, infatti, è indispensabile per lo sviluppo delle funzioni adattive (prassie) e per la modificazione dell'architettura cerebrale; mentre la diagnosi precoce, oltre ad attivare una corretta terapia per il potenziamento delle funzioni deficitarie, facilita l'inserimento a scuola permettendo agli insegnanti di riconoscere e valorizzare i punti di forza del bambino, di individuare le sue modalità di apprendimento, di predisporre un percorso educativo e delle strategie didattiche individualizzate, di sostenere l'autostima dl bambino, di collaborare efficacemente con genitori e terapeuti (psicologi, psicomotricisti, logopedisti) e di tracciare un confine chiaro tra ciò che dipende dall'impegno e dalla volontà del bambino e ciò che dipende invece dalle sue difficoltà.
Sia nella valutazione sia nella terapia dei deficit riconducibili alla disprassia, inoltre, è necessario un approccio multisistemico integrato, che comporti la scomposizione delle varie funzioni che sono sottese a specifici compiti al fine di intervenire su ciascuna di esse e inserirle nell'insieme integrato delle funzioni cognitive adattive.
Il fine dell'intervento terapeutico, infatti, deve essere quello di consentire al bambino di agire consapevolmente e intenzionalmente per il raggiungimento dello scopo che si è prefissato e in base alla metodologia implicita nell'APCM-2 (Abilità Prassiche e della Coordinazione Motoria, Sabbadini 2015) e alla suddivisione tra abilità motorie o schemi di movimento e abilità cognitivo-adattive o funzioni prassiche; per ogni attività proposta nel corso della terapia è necessario:
- valutare le funzioni esecutive implicate;
- spiegare l'esercizio e descriverlo con cura;
- stabilire quali rinforzi sono necessari;
- favorire l'attivazione di processi di autocorrezione e autoregolazione atti ad aumentare l'autonomia personale del bambino.

L'uso di rinforzi positivi consente di individuare i punti di forza del bambino, vale a dire la funzioni maggiormente integre, che andranno a supporto di quelle deboli e deficitarie.
Nel corso dell'età evolutiva, infine, qualunque tipo di intervento richiede un'attenta considerazione del livello di sviluppo e di maturazione delle competenze e funzioni necessarie al bambino e lo scopo di questa valutazione è di evitare l'errore di richiedere compiti e prestazioni troppo difficili, che sono al di sopra delle reali possibilità del bambino e che finiscono per generare ansia e frustrazione.
La motivazione ad apprendere, infatti, si basa sul riconoscimento della propria efficacia, nonché della propria capacità di raggiungere gli scopi e gli obiettivi prefissati ed è in questa prospettiva che terapisti ed educatori, dovrebbero sempre tenere a mente la seguente massima di Albert Einstein: "Non insegno mai nulla ai miei allievi; cerco solo di metterli nella condizione di poter imparare e apprendere nel modo migliore possibile".